# Karsten Krampitz

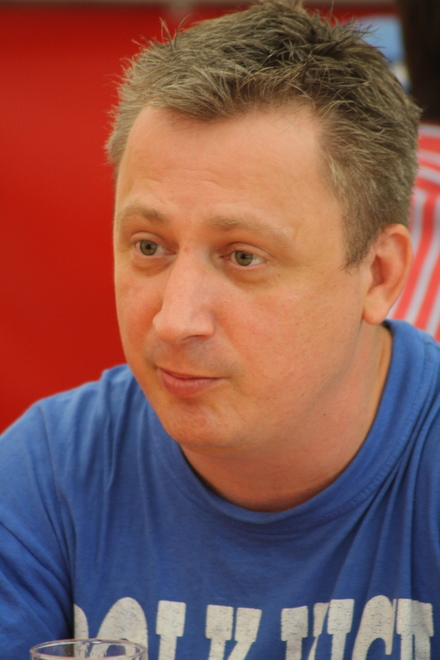
Karsten Krampitz (2009)

Karsten Krampitz (* 24. Dezember 1969 in Rüdersdorf, Brandenburg) ist ein deutscher Schriftsteller,  Journalist und Historiker.

## Leben
Nach einer Ausbildung zum Betriebswirt studierte Krampitz Geschichte, Germanistik und Politikwissenschaften an der Humboldt-Universität zu Berlin. 2016 wurde er zum Dr. phil. promoviert. Seine Dissertation befasst sich mit der Selbstverbrennung des Pfarrers Oskar Brüsewitz in Zeitz 1976. Krampitz veröffentlichte mehrere Romane und Erzählungen. Er war Redakteur, später Chefredakteur bei Berliner Straßenzeitungen. Als freier Journalist schrieb er für Zeitungen und Zeitschriften, so für den Freitag, die Frankfurter Allgemeine Zeitung, die Junge Welt, die Berliner Zeitung, Die Welt und Neues Deutschland. Er lebt in Berlin-Prenzlauer Berg.

## Straßenzeitungen, Obdachlosenarbeit
Krampitz schrieb in den 1990er Jahren für die Berliner Straßenzeitungen Hunnis Allgemeine Zeitung (HAZ), Motz und Strassenfeger. Er wollte die Straßenzeitungen zu einem „linken Boulevardblatt“ entwickeln. Dazu gehörten Artikel über die Lebensumstände wohnungsloser Menschen, aber auch öffentlichkeitswirksame Interviews mit Prominenten wie Harald Juhnke, Harry Rowohlt und Inge Meysel. Krampitz beteiligte sich auch an Kampagnen, etwa der symbolischen Besetzung der Hotels Adlon und Kempinski in Berlin unter dem Motto „Es sind noch Betten frei“, um auf das alljährliche Ende der Kältehilfe Ende März aufmerksam zu machen.
2004 erfand Krampitz die Wewelsflether Trinkerklappe, eine satirische Aktion in Analogie zu Babyklappen, bei der die Ehefrauen von Alkoholikern ungewollte „Findeltrinker“ einer Versorgung im örtlichen Therapiezentrum zuführen könnten:

„Weil sie von ihren Frauen ausgesetzt wurden, erfrieren jeden Winter unter Deutschlands Brücken, in den Straßen und Parks Hunderte Trinker. Der Umgang mit Alkohol und seinen Opfern ist ein Indikator für den Zustand der Gesellschaft. Vor allem alte und arbeitslose Männer werden rigoros entsorgt. Um der Praxis des Wegschauens und Liegenlassens entgegenzutreten, hat der deutsche P. E. N. N. gemeinsam mit dem Eulenhof die Aktion ‚Findeltrinker‘ ins Leben gerufen.“

Auf eine Initiative von Krampitz zurück ging 2007 die Umbenennung des Nachtcafés Arche der Treptower Bekenntniskirche in Nachtcafé Landowsky, das an den Berliner Bankenskandal und die Beteiligung Klaus-Rüdiger Landowskys erinnern sollte. 2008 verbot das Diakonische Werk Neukölln-Oberspree dem Nachtcafé, sich Landowsky zu nennen, und Krampitz wurde von seiner Arbeit in der Obdachlosenhilfe suspendiert.
Krampitz engagierte sich dann für das Nachtasyl Gorki, ein Nachtcafé für Obdachlose im Berliner Bezirk Lichtenberg.

## Partei-, Geschichts- und Kirchenpolitik
Krampitz war bis 2018 Mitglied der Linken. 2012 erklärte er seine Absicht, als Parteivorsitzender zu kandidieren, nahm dies aber wenige Tage später zurück, auch weil die Partei nicht geschlossen hinter ihm stehe.
Im gleichen Jahr wurde sein Buch 1976. Die DDR in der Krise im Umfeld der Partei kontrovers diskutiert. Die der Linken nahestehende Zeitung Neues Deutschland veröffentlichte einen 14-teiligen Vorabdruck und Briefe protestierender Leser, so des früheren SED-Politikers Egon Krenz und des Radrennfahrers Täve Schur. Die Reaktionen außerhalb der Partei waren positiver. Krampitz versuche eine multiperspektivische Sichtweise auf den SED-Staat, ohne die DDR zu verklären oder zu dämonisieren, hieß es in der taz. Die Frankfurter Rundschau bescheinigte dem Historiker eine solide Arbeit: „Krampitz’ Buch gelingt ein differenzierter Blick auf die Geschichte der DDR, die vielschichtiger und komplizierter war, als sie heute oftmals dargestellt wird.“ Der Tagesspiegel urteilte: „Krampitz gehört zu den besten Kennern der DDR-Spätphase.“
Sein Forschungsschwerpunkt liegt in der Geschichte des ostdeutschen Protestantismus. Für Krampitz waren die evangelischen Kirchen

„der einzige gesellschaftliche Raum, in dem ein von der SED unabhängiger politischer Diskurs geführt werden konnte. Synoden, Kirchentage und Gottesdienste waren die einzigen öffentlichen Veranstaltungen, auf deren Agenda der SED-Staat keinen direkten Einfluss nehmen konnte. (...) Wenn auch die Staat-Kirche-Beziehungen die Gesamtgeschichte der DDR eher am Rande geprägt haben, so sind doch der Umbruch im Herbst 1989 und die Einheit schwerlich ohne Kenntnis der DDR-Kirchen und ihrer Geschichte zu verstehen.“

Krampitz war von 2017 bis 2022 Mitglied der Historischen Kommission beim Parteivorstand der Linkspartei. Sein Verhältnis zur Partei beschreibt Krampitz 2015 als ambivalent: „Ich war (…) in der Kirche, ohne in der Kirche zu sein. In den Neunzigerjahren war ich lange Zeit leitender Redakteur einer Obdachlosenzeitung, obwohl ich eine Wohnung hatte. Ich bin promovierter Historiker und gleichzeitig Mitglied der SED-Nachfolgepartei Die Linke. Es ergibt sich also oft, dass ich irgendwo dabei bin, ohne wirklich dazuzugehören.“ Im Neuen Deutschland erklärte er 2014 sein Unbehagen, dass es auch in der Linken zu viele Funktionäre und Mandatsträger gebe, „die bestimmte existenzielle Erfahrungen nie gemacht haben und auch nie machen werden. Angst, materielle Not und Verzweiflung kennen sie vom Hörensagen.“

## Klagenfurt und Kärnten
2009 nahm Krampitz auf Vorschlag der Jurorin Hildegard Elisabeth Keller am Ingeborg-Bachmann-Vorlesewettbewerb in Klagenfurt teil, den 33. Tagen der deutschsprachigen Literatur. Dort gewann er nach Kritik der Jury, die von den Zuschauern nicht geteilt wurde, den Publikumspreis. Anschließend wurde er von der Stadt Klagenfurt als Stadtschreiber eingeladen. Seither befasst er sich mit der Kärntner Politik und Gesellschaft, veröffentlichte 2012 mit seinem Stadtschreiberkollegen Peter Wawerzinek die „schräge, humorvolle und auch bissige Liebeserklärung“ Crashkurs Klagenfurt und schrieb für mehrere Theater in Klagenfurt Stücke. 2020 strahlte der Deutschlandfunk sein Feature Die Kärntner Seele aus. Seit 2021 ist Krampitz Lehrbeauftragter an der Alpen-Adria-Universität Klagenfurt.

## Preise und Stipendien
- 1994: 1. Preis beim 3. Berliner Jugend-Literaturwettbewerb
- 2004, 2017: Alfred-Döblin-Stipendium der Akademie der Künste
- 2009: Publikumspreis der 33. Tage der deutschsprachigen Literatur (Ingeborg-Bachmann-Preis)
- 2010: Stipendium der Stiftung Brandenburger Tor, im Tandem mit Ivana Sajko, in Pula (Kroatien)
- 2010: Stadtschreiber in Klagenfurt
- 2010–2013: Promotionsstipendiat der Rosa-Luxemburg-Stiftung
- 2020: Kärntner Kulturvogel
- 2021: Arbeitsstipendium Literatur des Senats von Berlin

## Werk (Auswahl)

### Literarisches Schaffen
- Rattenherz. Zyankrise Verlag, Berlin 1995, ISBN 3-928835-38-6.
- Affentöter. Ab heute wird zurückgeschrieben. Kramer, Berlin 2000, ISBN 3-87956-247-4.
- Der Kaiser vom Knochenberg. Roman. Ullstein, München 2002, ISBN 3-550-08379-3.
- Heimgehen. LangenMüller, München 2009, ISBN 978-3-7844-3189-5.
- mit Peter Wawerzinek: Crashkurs Klagenfurt. Poesie und Propaganda, Edition Meerauge, Klagenfurt 2012, ISBN 978-3-7084-0421-9
- Wasserstand und Tauchtiefe. Roman. Verbrecher Verlag, Berlin 2014, ISBN 978-3-95732-013-1.

### Sachbücher
- 1976. Die DDR in der Krise. Verbrecher Verlag, Berlin 2016, ISBN 978-3-95732-145-9
- Der Fall Brüsewitz. Staat und Kirche in der DDR. Verbrecher Verlag, Berlin 2016, ISBN 978-3-95732-159-6
- Jedermann sei untertan. Deutscher Protestantismus, Alibri-Verlag, Aschaffenburg 2017, ISBN 978-3-86569-247-4
- Pogrom im Scheunenviertel. Antisemitismus in der Weimarer Republik und die Berliner Ausschreitungen 1923. Verbrecher Verlag, Berlin 2023, ISBN 978-3-95732-567-9

### Herausgeberschaften
- mit Dieter Ziebarth und Lothar Tautz: „Ich werde dann gehen.“ Erinnerungen an Oskar Brüsewitz, Evangelische Verlagsanstalt, Leipzig 2006
- mit Heiko Werning: Heimat, Heimweh, Heimsuchung, Karin-Kramer-Verlag, Berlin 2009
- mit Uwe von Seltmann: Leben mit und ohne Gott. Beiträge zur inneren Sicherheit. Herbig-Verlag, München 2010
- mit Markus Liske und Manja Präkels: Kaltland. Eine Sammlung. Rotbuch, Berlin 2011
- mit Klaus Lederer: Schritt für Schritt ins Paradies. Handbuch zur Freiheit, Karin Kramer Verlag, Berlin 2013
- Reinhold Lewin: Luthers Stellung zu den Juden. Neuherausgabe der Dissertation aus dem Jahr 1912, Alibri Verlag, Aschaffenburg 2017
- Drei Wege zum See oder Eine andere Stadt. Essays, Drava Verlag, Klagenfurt 2018
- mit Simone Barrientos: Der Feuerstuhl. Werk und Wirkung des Schriftstellers B. Traven. Alibri Verlag, Aschaffenburg 2019

### Radiobeiträge
- DDR neu erzählen, Essay, 30 Minuten, Deutschlandfunk 2018[17]
- „…und wir sind unendlich verarmt“. Der vergessene SPD-Vorsitzende Hugo Haase. Feature, 44 Minuten, Deutschlandfunk 2019.
- Luther auf dem Wormser Reichstag Was der Reformator 1521 von den Juden dachte. Feature, 20 Minuten, Deutschlandfunk 2021
- Straße der Verlorenen. Als Berlin geschändet wurde. Feature, 44 Minuten, Deutschlandfunk 2023

### Theaterarbeiten
- als Autor: Sucht und Ordnung. Fett Blanche Farce, Bettleroper. Premiere 2014, Klagenfurter Ensemble
- als Co-Autor und Mitwirkender: 1989. The Great Disintegration, mit der Theatergruppe Andcompany & Co. Premiere 2019, HAU1 Berlin
- als Autor und Mitwirkender: Sternen Dreck, Folge 4,  mit den Theatergruppen kukukk und VADA. Premiere 2020, Kammerlichtspiele Klagenfurt